# 源光行
源 光行（みなもと の みつゆき）は、平安時代末期から鎌倉時代初期にかけての武将・学者・歌人。源氏物語の研究者であり、河内方の創始者に位置付けられる。

## 経歴
寿永2年（1183年）に京にいた光行は、平家方であった父の源光季の謝罪と助命嘆願のため鎌倉に下向し、叔父の飯富季貞の助命を嘆願していた従兄弟の源宗季と共に源頼朝に助命を願った。
その結果は定かではないが、頼朝にその才能を愛されてそのブレーンとなり、鎌倉幕府が成立すると政所の初代別当となり、朝廷と幕府との関係を円滑に運ぶ為に鎌倉・京都間を往復した。
一方で、幕府の高官でありながら朝廷からも河内守、大和守に任命され、結果として後の承久の乱の際に去就を迷い、後鳥羽上皇方に従ってしまったが、その才能を惜しんだ人々の助命嘆願のおかげで重刑を免れた。
源氏物語の研究者で源氏物語の注釈書である『水原抄』の著者であり、また河内本と呼ばれる本文を定めた。
北条泰時の命で和歌所・学問所などを設置した。
『若宮社歌合』（建久2年（1191年）3月3日）の企画者とされており、史料には「前大和守従五位上源朝臣光行」と記載されていることから、二十歳代で大和守になっていたことがわかる。

## 系譜
諸説あるが有力なものを紹介する。
- 源経基 - 源満政 - 源忠重 - 源定宗 - 源重宗 - 源重時 = 源季遠 - 源光季 - 源光行 - 源親行　（正木喜三郎説）

- 源経基 - 源満仲 - 源頼信 - 源頼義 - 源義家 - 源義忠 - 源忠宗 - 源季遠 - 源光季 - 源光行 - 源親行　（奥富敬之説）

### 家族
- 父：豊前守源光季（光遠）（平安後期の政治家・歌人・文学者）
- 叔父：大夫判官飯富季貞（平安末期の政治家・歌人・平家の侍大将）
- 子：河内守源親行（鎌倉中期の文学者・政治家・歌人）
- 子：素寂（「紫明抄」の著者）

## 著作
- 『蒙求和歌』 -  元久元年（1204年）7月　中国古典「蒙求」の和訳と、内容を踏まえた和歌を収録。
- 『百詠和歌』- 元久元年10月　漢詩を題材にした和歌を収録。
- 『新楽府和歌』- 現在は散逸。「蒙求和歌」「百詠和歌」と合わせ三部作であったと言われる[1]。また、三部作は鎌倉幕府の将軍源実朝（当時13歳）に献上したものという説がある[2]。
- 『海道記』 - 作者とする説がある。貞応2年（1223年）　紀行文。
- 『東関紀行』 - 作者とする説がある。仁治3年（1242年）　紀行文・回顧録。

## 代表的な歌
- あぢきなくいはで心を盡すかなつゝむ人めも人の爲かは（千載和歌集）
- こひ志なむ泪のはてや渡川ふかき流れとならむとすらむ（千載和歌集）
- 心ある人のみ秋の月を見ばなにをうき身のおもひでにせむ（新古今和歌集）
- 袖振りし天津乙女の羽衣の面影にたつ跡の白波（海道記・光行の作といわれる）